# Циганков Олексій Вікторович
Олексі́й Ві́кторович Циганко́в (1984—2014) — старший солдат, Державна прикордонна служба України, учасник російсько-української війни.

## Життєпис
Народився в селі Шевченкове Запорізької області. Після школи навчався у Куйбишевському професійному аграрному ліцеї, здобув спеціальність механізатора. Строкову службу проходив у прикордонних військах. Майже десятиліття працював на Т-150 у місцевому ТОВ «Придонецьке». Працював комбайнером в своєму селі; створив родину.
Призваний у квітні 2014 року разом з братом Олександром. Патрульний кінологічного відділення, Донецький прикордонний загін. У червні побував вдома у відпустці. Зазнав 5 липня важких поранень під час мінометного обстрілу прикордонного блокпоста в смт Сєдове, за іншими даними в смт Обрив лікарі змушено ампутували праву ногу. Помер 9 липня у Київському військовому госпіталі.
Похований у Шевченківському з усіма почестями; в останню дорогу провести прийшло все село, приїхало багато людей з району. Вдома лишилися Любов Павлівна і Віктор Леонідович, брат Олександр, сестра Наталія, дружина Наталія, вчителька початкових класів та 4-річна донька Вероніка. Після смерті народився син Олексій.

## Нагороди та вшанування
- 15 липня 2014 року — за особисту мужність і героїзм, виявлені у захисті державного суверенітету та територіальної цілісності України, вірність військовій присязі під час російсько-української війни, відзначений — нагороджений орденом «За мужність» III ступеня (посмертно)
- Почесний громадянин села Шевченківське (посмертно)
- На будівлі Шевченківської ЗОШ встановлено меморіальну дошку честі Олексія Циганкова.
- На фасаді Більмацького професійного аграрного ліцею відкрито меморіальну дошку на честь колишнього випускника О. Циганкова[3].
- орден «За заслуги перед Запорізьким краєм» III ступеня, посмертно (розпорядження голови обласної ради від 21.09.2017 № 350-н)[4].